# Death Before Dishonor (2024)
Death Before Dishonor 2024 fue un evento pago por visión de lucha libre profesional coproducido por la empresa estadounidense Ring of Honor (ROH) y All Elite Wrestling (AEW). Tuvo lugar el 26 de julio de 2024 en el Esports Stadium Arlington de Arlington, Texas. Es el vigesimoprimer evento en la cronología de Death Before Dishonor.

## Producción
Death Before Dishonor es un evento de lucha libre profesional, celebrado anualmente por la empresa estadounidense Ring of Honor. El primer evento se celebró en 2003, y es tradicionalmente uno de los eventos más importantes de ROH en el año.
El 16 de mayo de 2024, se anunció que Death Before Dishonor se llevaría a cabo el 26 de julio de 2024 en el Esports Stadium Arlington en Arlington, Texas, y se transmitiría por pago por visión.

## Resultados
- Zero Hour: MxM Collection (Mansoor & Mason Madden) derrotó a Spanish Announce Project (Angélico & Serpentico). 
  - Mansoor cubrió a Serpentico después de un «Centerfold».
- Zero Hour: Marina Shafir derrotó a Angelica Risk.
  - Shafir forzó a Risk a rendirse con un «Mother's Milk».
- Zero Hour: The Infantry (Carlie Bravo & Shawn Dean) (con Trish Adora) derrotaron a Griff Garrison & Anthony Henry (con Maria).
  - Bravo cubrió a Henry después de un «Boot Camp».
  - Durante la lucha, Maria interfirió a favor de Garrison & Henry.
- Zero Hour: Top Flight (Dante Martin & Darius Martin) derrotó a The Outrunners (Turbo Floyd & Truth Magnum).
  - Darius cubrió a Floyd después de un «TKO».
- The Beast Mortos derrotó a Komander (con Alex Abrahantes).
  - Mortos cubrió a Komander después de un «Gonzo Bomb».
- The Undisputed Kingdom (Matt Taven & Mike Bennett) derrotó a The Conglomerate (Kyle O'Reilly & Tomohiro Ishii) y retuvo el Campeonato Mundial en Parejas de ROH.
  - Bennett cubrió a O'Reilly con un «Roll-Up».
  - Durante la lucha, Don Callis y Kyle Fletcher interfirieron a favor de The Undisputed Kingdom.
- Leyla Hirsch derrotó a Diamanté en un Texas Death Match.
  - Hirsch ganó la lucha después de que Diamante no pudiera levantarse antes de la cuenta de 10 después de un «Moonsault» sobre una mesa.
- Lee Moriarty derrotó a Wheeler Yuta y ganó el Campeonato Puro de ROH. 
  - Moriarty cubrió a Yuta con un «Roll-Up».
- Red Velvet derrotó a Billie Starkz y ganó el Campeonato Mundial Televisivo Femenino de ROH.
  - Red Velvet cubrió a Starkz después de un «Mama's Recipe».
- Dustin Rhodes & The Von Erichs (Marshall & Ross Von Erich) derrotaron a The Dark Order (Evil Uno, Alex Reynolds & John Silver) y ganaron una oportunidad por el vacante Campeonato Mundial en Parejas de Seis Hombres de ROH.
  - Rhodes cubrió a Uno después de un «Curtain Call».
  - Después de la lucha, Katsuyori Shibata felicitó a Rhodes & The Von Erichs.
- Atlantis Jr. derrotó a Lio Rush, Shane Taylor, Johnny TV (con Taya Valkyrie), Brian Cage y Lee Johnson en un Survival of the Fittest y retuvo el Campeonato Mundial Televisivo de ROH.
  - Rush cubrió a Taylor después de un «Frog Splash».
  - Johnson cubrió a Rush después de un «Brainbuster».
  - Cage cubrió a Johnson después de un «Knee Strike».
  - Cage cubrió a Johnny TV después de un «Drill Claw».
  - Atlantis cubrió a Cage después de revertir un «Drill Claw» en un «Roll-Up».
- Athena derrotó a Queen Aminata y retuvo el Campeonato Mundial Femenino de ROH.
  - Athena cubrió a Aminata después de un «O-Face».
  - Durante la lucha, Billie Starkz intentó interferir a favor de Athena, pero fue detenida por Red Velvet.
- Mark Briscoe derrotó a Roderick Strong y retuvo el Campeonato Mundial de ROH.
  - Briscoe cubrió a Strong después de un «Froggy Blow».
  - Durante la lucha, The Undisputed Kingdom (Matt Taven & Mike Bennett) interfirió a favor de Strong, mientras que The Conglomerate (Kyle O'Reilly & Tomohiro Ishii) lo hizo a favor de Briscoe.